# Деберницький потік
Деберницький потік (словац. Debernícky potok) — річка в Словаччині, ліва притока Мияви, протікає в округах Миява і Сениця.
Довжина приблизно 6.8-7.3 км. Витік знаходиться в масиві Миявські пагорби — схил гори Старий град — на висоті близько 350 метрів. Протікає територією села Прєтрж.
Впадає в Мияву на висоті приблизно 220—225 метрів.